# Perepîs, Horodnea
Perepîs (în ucraineană Перепис) este localitatea de reședință a comunei Perepîs din raionul Horodnea, regiunea Cernihiv, Ucraina. În secolul al XIX-lea, satul făcea parte din volostul Hotivlea, uezdul Horodnea.

## Demografie
Componența lingvistică a localității Perepîs
     Ucraineană (97,96%)
     Rusă (1,11%)
     Alte limbi (0,56%)
Conform recensământului din 2001, majoritatea populației localității Perepîs era vorbitoare de ucraineană (97,96%), existând în minoritate și vorbitori de rusă (1,11%).